# Batalha de Telamão
A Batalha de Telamão ou Talamão foi travada entre as forças da República Romana e uma aliança de povos gauleses em 225 a.C.. Os romanos, liderados pelos cônsules Caio Atílio Régulo e Lúcio Emílio Papo, derrotaram os gauleses e estenderam sua influência sobre o norte da Itália.

## Contexto

### Mobilização
Roma esteve em paz com as tribos da Gália Cisalpina (a planície Padana, no norte da Itália) por muitos anos. De fato, quando uma força de gauleses transalpinos atravessaram os Alpes e invadiram a Itália, em 230 a.C., os próprios boios, gauleses cisalpinos, os repeliram. Os romanos até chegaram a enviar um exército, mas ele não foi utilizado. Porém, quando os romanos dividiram e distribuíram o antigo território de Piceno (veja Campo Gálico), em 234 a.C., um grande ressentimento surgiu entre os povos vizinhos, os boios e os ínsubres.
Em 225 a.C., os boios e ínsubres pagaram uma grande quantidade de dinheiro para contratar os gesetas, da Gália Transalpina, liderados por Aneroesto e Concolitano, para lutar com eles contra Roma. Os romanos, alarmados com a mobilização, fizeram um tratado com o general cartaginês Asdrúbal, o Belo, que concedeu aos cartagineses controle irrestrito sobre a Hispânia para pudessem se concentrar na ameça gaulesa. 50 000 soldados e 25 000 cavaleiros celtas atravessaram os Alpes para ajudar os gauleses cisalpinos. 
Os romanos chamaram seus próprios aliados na Itália para reforçarem seus exércitos. O cônsul Lúcio Emílio Papo comandava quatro legiões de cidadãos romanos, 22 000 homens no total, mais 32 000 soldados aliados, que estavam acampados em Arímino. Papo colocou 54 000 sabinos e etruscos na fronteira etrusca sob o comando de um pretor e enviou 40 000 úmbrios, sarsinatos, vênetos e cenomanos para atacar o território dos boios para tirá-los da batalha. O outro cônsul, Caio Atílio Régulo, tinha um exército do mesmo tamanho que o de Papo, mas estava na Sardenha na época, e havia ainda uma reserva de 21 500 cidadãos e 32 000 aliados na própria Roma, além legiões de reserva na Sicília e em Tarento.

### Vitória gaulesa em Fésulas
Os gauleses invadiram a Etrúria e marcharam em direção a Roma. As tropas romanas estacionadas na fronteira etrusca os encontraram em Clúsio, a três dias de marcha de Roma, onde os dois lados resolveram acampar. Naquela noite, os gauleses, deixando a cavalaria e as fogueiras no acampamento acesas como disfarce, recuaram para a cidade de Fésulas e construíram obstáculos defensivos no caminho. Na manhã seguinte, a cavalaria os seguiu, à vista dos romanos, que, acreditando que o inimigo estava recuando, os perseguiu. Os gauleses, com a vantagem posicional, venceram uma dura batalha. Seis mil romanos morreram e o resto recuou para uma colina mais defensável. A força romana só foi salva da destruição completa pela chegada de Emílio Papo, que havia deixado sua posição em Arímino assim que soube que os gauleses marchavam para Roma.
Naquela mesma noite, Emílio Papo chegou e acampou nas proximidades. Aneroesto persuadiu os gauleses a recuarem ao longo da costa etrusca com o resultado de seus saques para retomarem a guerra sem este fardo. Emílio Papo os perseguiu e atacou incessantemente sua retaguarda, mas não arriscou uma batalha campal. O outro cônsul, Caio Atílio Régulo, havia cruzado da Sardenha e, depois de desembarcar em Pisa, vinha marchando para Roma. Seus batedores encontraram os batedores avançados gauleses perto de Telamão, numa área conhecida como Campo Régio.

## Batalha
Rébulo posicionou suas tropas em ordem de batalha e avançou, tentando ocupar uma colina que dominava a estrada pela qual os gauleses tinham que passar. Os gauleses, sem saber da chegada de Régulo, assumiram que Papo havia enviado sua cavalaria à frente e enviaram parte de sua própria cavalaria, juntamente com a infantaria leve, contra eles para tentar conquistar a colina. Porém, tão logo descobriram contra o que estavam lutando, os gauleses lançaram sua infantaria para lutar na vanguarda e na retaguarda. Os gesetas e os ínsubres lutaram na retaguarda contra Papo enquanto boios e tauriscos lutaram na vanguarda contra Régulo, com os flancos defendidos pelos carroções de bagagem e pelos carros de combate. Uma pequena força guardava o butim em outra colina nas proximidades. A batalha na colina principal foi feroz e, apesar de Papo ter enviado a cavalaria como apoio, Régulo foi morto e sua cabeça foi cortada e levada aos líderes gauleses. No final, porém, a cavalaria romana conseguiu assegurar a posse da colina.
Os romanos então avançaram das duas posições, atirando saraivadas de dardos que devastaram os vulneráveis gesetas, que lutavam nus com pequenos escudos, na retaguarda. Alguns atacaram ferozmente o inimigo e foram dizimados. Outros recuaram até o corpo principal do exército, provocando grande confusão.
Os lançadores romanos recuaram e a infantaria avançou em manípulos. Os ínsubres, boios e tauriscos defenderam teimosamente suas posições, mas os escudos e as espadas curtas perfurantes dos romanos se mostraram muito mais efetivas no combate corpo-a-corpo do que os escudos menores e as espadas longas de corte gaulesas, o que deu a vantagem aos romanos. Finalmente, a cavalaria desceu da colina sobre o flanco gaulês, massacrando a infantaria e botando em fuga a cavalaria gaulesa.
Por volta de 40 000 gauleses foram mortos e 10 000, incluindo Concolitano, foram aprisionados. Aneroesto escapou com um pequeno bando de seguidores, mas todos se mataram com ele depois do fracasso. Papo conduziu depois uma expedição punitiva contra os boios e, posteriormente, utilizou os espólios capturados em seu triunfo. Esta batalha foi relatada por alguns historiadores como tendo sido a última a utilizar carros de combate na Europa continental.